# التعليم ثنائي اللغة والثقافة
البرامج التعليمية للصم ثنائية اللغة وثنائية الثقافة (Bi-Bi) تستخدم لغة الإشارة كلغة أصلية، أو أولى، لتعليم الأطفال الصم. ففي الولايات المتحدة، على سبيل المثال، يؤكد مؤيدو نموذج البرامج التعليمية للصم ثنائية اللغة وثنائية الثقافة أن اللغة الأم الطبيعية للأطفال الصم يجب أن تكون اللغة الأميركية للإشارة (ASL)، رغم أن الغالبية العظمى من الأطفال الصم وضعاف السمع يولدون لآباء سامعين.
بنفس السياق، يُنظر في البرامج التعليمية Bi-Bi إلى اللغة المحكية أو المكتوبة المستخدمة من قبل غالبية السكان على أنها لغة ثانوية يتم اكتسابها إما بعد اللغة الأم أو بالتزامن معها. في التعليم، تُستخدم لغة الإشارة كوسيلة رئيسية للتدريس. وبمجرد أن تُرسخ لغة الإشارة كلغة أولى للفرد ويكتسب كفاءة كافية بها، يمكن حينها تدريس لغة ثانية — مثل اللغة الإنجليزية — بشكل فعال باستخدام اللغة الأولى كأساس. الجانب الثقافي في التعليم يُركز على ثقافة الصم استناداً إلى فكرة أن اللغة مرتبطة بالهوية والفخر العرقي، مما يجعلها ضرورية للازدهار داخل تلك الثقافة.

## الاستخدام حول العالم
في الولايات المتحدة، تشير التقديرات إلى أن ما بين ٣٦٪ و٤٠٪ من المدارس الداخلية واليومية الخاصة بالطلاب الصم تستخدم برامج تعليمية للصم ثنائية اللغة وثنائية الثقافة. ومن الأمثلة البارزة على المدارس التي تعتمد هذا النموذج في الولايات المتحدة مركز التعليم للصم في ماساتشوستس وجامعة غالوديت.
تُعرف السويد والدنمارك بتعليم الأطفال الصم وفق نهج ثنائي اللغة وثنائي الثقافة. فقد أصدرت السويد قانونًا في عام ١٩٨١ يجعل من الثنائية اللغوية هدفًا لتعليم الصم. أما الدنمارك، فقد اعترفت في عام ١٩٩١ بلغة الإشارة كلغة متساوية، وأعلنت استخدامها وسيلة رئيسية للتعليم في المدارس المخصصة للصم.

## حركة ثنائية اللغة وثنائية الثقافة
التعليم ثنائي اللغة وثنائي الثقافة يستند إلى نموذج "الترابط اللغوي" الذي طرحه جيمس كامينز عام ١٩٧٦. وقد تنبأ كامينز بأن الكفاءة في اللغة الأولى ترتبط بالكفاءة في اللغة الثانية بسبب وجود عملية معرفية واحدة تحكم اكتساب اللغتين. بعد عقود من استخدام الطريقة الشفوية في التعليم، بدأ بعض الداعمين البحث عن طريقة جديدة لتعليم الطلاب الصم.
كانت ماري جين فيليب من الرواد في حركة التعليم ثنائي اللغة وثنائي الثقافة. في عام ١٩٨٥، تمكن مركز التعليم للصم في فرامينغهام، ماساتشوستس، من إقناع فيليب ببدء مسيرتها الجديدة كمساعدة خاصة للمدير لتنفيذ سياسات التعليم Bi-Bi. وبعد عامين، وافقت فيليب على تولي منصب منسقة التعليم Bi-Bi بشكل دائم، واحتفظت به منذ عام ١٩٨٨. وقد قادت المدرسة لتبني نظام التعليم Bi-Bi.
أصبح مركز التعليم للصم أول مدرسة للصم في الولايات المتحدة تعتمد رسميًا فلسفة التعليم ثنائي اللغة وثنائي الثقافة. تبعت ذلك مدارس في كاليفورنيا، إنديانا، وميريلاند بتبني نفس الفلسفة التعليمية. بعد فشل الطرق المعتمدة على أنظمة اللغة الإنجليزية المشفرة يدويًا، بدأ بعض المربين باستخدام النموذج Bi-Bi.
في الرابع والعشرين من أيلول عام ٢٠١٨، نشرت كاري م. بالارد فيلماً وثائقياً مدته ثلاثون دقيقة بعنوان "حركة ثنائية اللغة وثنائية الثقافة في مركز التعليم للصم"، يستعرض تاريخ هذه الحركة.

## مناهج التعليم
الغالبية العظمى من الأطفال الصم يولدون لآباء سامعين. وهذا قد يؤدي إلى عدم إتقان هؤلاء الأطفال لا للإنجليزية ولا للغة الإشارة مع بلوغهم سن الدراسة. لا يزال الجدل قائمًا داخل مجتمع الصم حول أفضل طريقة لتعليم الطلاب الصم في الولايات المتحدة. يفضل البعض إنشاء نظام كتابي جديد للغة الإشارة الأميركية (راجع قسم "الكتابة" في اللغة الأميركية للإشارة)، بينما يفضل آخرون استخدام نظام آخر يسمى ايه اس ال جلوس، أو عدم وجود نظام كتابي على الإطلاق.
من أمثلة استراتيجيات التدريس Bi-Bi، تلك التي تركز على تعليم الأطفال الصم اللغة الأميركية للإشارة واللغة الإنجليزية بالتوازي، حيث يتم إدخال اللغة الإنجليزية من خلال قراءة نصوص مكتوبة بطريقة ASL Gloss، ثم يتم الانتقال تدريجيًا إلى البنية الصرفية والنحوية للغة الإنجليزية، مما يتيح للطلاب الصم التعرف تدريجيًا على مفردات اللغة الإنجليزية وقواعدها. يهدف هذا الأسلوب إلى ضمان كفاءة الطلاب الصم في كل من ASL ومعرفة القراءة والكتابة باللغة الإنجليزية.
تطرح الجمعية الوطنية للصم عدة خطوات مقترحة لتخطيط وتنفيذ برنامج تعليم ثنائي الثقافة، بما في ذلك تعيين طاقم يتقن كل من لغة الإشارة واللغة الثانية الشائعة في المنطقة، وتحديد متى وكيف يجب استخدام كل لغة، وتهيئة بيئة تمثل قيم ومعتقدات كل من مجتمعي الصم والسمع.

## البحث حول الأثر الاجتماعي – العاطفي
أظهرت الأبحاث وجود روابط بين العوامل الاجتماعية – الثقافية ونجاح الطلاب في التعليم. إن التعلم باستخدام اللغة الأولى يُمكّن الطلاب من الشعور بالانتماء، مما يؤدي إلى نجاحهم الأكاديمي، بما في ذلك تطورهم في كلتا اللغتين. يخلق النهج التعليمي الثنائي اللغة تجارب تعليمية ذات مغزى عندما يتم أخذ العوامل الثقافية في الاعتبار. ويُعزز الجانب الثقافي لهذا النهج من تجارب الطلاب الصم ونجاحهم في المدرسة.
توفر بيئة المدرسة في نظام ثنائي اللغة وثنائي الثقافة للطلاب فرصة لتطوير مهاراتهم الأكاديمية والمعرفية والثقافية الاجتماعية باستخدام لغتين.
وجدت دراسات مختلفة علاقة بين مستوى الكفاءة في لغة الإشارة الأميركية وبين معرفة القراءة والكتابة أو الفهم القرائي باللغة الإنجليزية. التفسير الأكثر منطقية لذلك هو أن مستوى الكفاءة في ASL يُعد مؤشراً على مستوى معرفة اللغة الإنجليزية. يمكن أن يُساهم الأساس الجيد في ASL في تعلم اللغة الإنجليزية. في الواقع، يُظهر الأطفال ثنائيو اللغة تطورًا أكبر في العمليات المعرفية واللغوية وما وراء اللغوية مقارنة بأقرانهم أحاديي اللغة.
جادل ليف فيغوتسكي، عالم النفس السوفييتي السابق المعروف بدراساته حول التطور المعرفي الاجتماعي، أن نوعية وكمية لعب الأطفال تعتمد على اللغة المشتركة بينهم. وقد اتفق معه جان بياجيه، وهو عالم نفس معروف أيضاً بدراساته حول تطور الطفل، على أن اللغة تلعب دورًا كبيرًا في التطور المعرفي والاجتماعي، لأن الكفاءة اللغوية تؤثر بشكل كبير في سلوكيات اللعب.
عندما يكون الأطفال الصم في بيئة Bi-Bi حيث تتوفر لهم اللغة بشكل كامل ويستطيعون التواصل مع أقرانهم، فإنهم قادرون على تطوير مهارات لغوية واجتماعية ومعرفية.
أظهرت دراسة حول "نظرية العقل" لدى الأطفال الصم — أي القدرة على وضع النفس مكان الآخر — عدم وجود فرق في الأداء في اختبارات نظرية العقل بين الأطفال الصم من والدين صمين وأقرانهم السامعين. لكن الأطفال الصم من والدين سامعين، سواء تلقوا تعليمهم باستخدام اللغة الإنجليزية المحكية أو ASL، أظهروا تأخراً في مهمتين من مهام نظرية العقل، وهما المعتقدات الخاطئة وحالات المعرفة. قد يُعزى هذا التأخر إلى قلة فرص الوصول للمحادثات في البيئة المحيطة، ونقص فرص التعلم العارض، وصعوبة التواصل حول الروتين اليومي. كل هذا يمكن أن يخلق تحديات في مناقشة الأفكار والمعتقدات والنوايا لدى الأطفال الصم الذين يفتقرون إلى اللغة.
يستخدم الأطفال الصم لغة الإشارة للتعبير عن أنفسهم، ومناقشة الأحداث، وطرح الأسئلة، والإشارة إلى ما يحيط بهم، تمامًا كما يستخدم الأطفال السامعون اللغة المحكية. إن دماغ الإنسان مهيأ بطبيعته لتلقي المعلومات والرغبة في التواصل المستمر، والبيئات الاجتماعية التي توفر لغة يمكن الوصول إليها تُلبي هذا الاحتياج.
وكلما أتيحت للأطفال الصم الفرصة لاكتساب لغة الإشارة بشكل طبيعي في وقت مبكر، ومع توفر مدخلات لغوية مستمرة، زادت مهاراتهم المعرفية والاجتماعية، لأنهم بذلك يتلقون المعلومات حول الأفعال والأشياء والخبرات والأحداث في وقتها.

## قراءة إضافية
- فتح المناهج الدراسية: مبادئ تحقيق الوصول إلى تعليم الصم، بقلم روبرت إي جونسون، وسكوت ليديل، وكارول إيرتينج، 1989.